# Villa Casati Zineroni Dell'Orto
Il castello di Spino d'Adda, oggi villa Casati Zineroni Dell'Orto, è un antico edificio situato nel paese di Spino d'Adda in provincia di Cremona. È stato costruito nel 1389 e tuttora è di proprietà della famiglia Dell'Orto Zineroni Casati, che vi abita.

## Storia
A partire dal medioevo il territorio di Spino d'Adda fa parte del Ducato di Milano e nel 1389 Bernabò Visconti vi costruisce il suo castello, che costituiva uno dei punti di difesa sul confine segnato dal fiume Adda.
Nel 1509 il castello viene completamente distrutto durante la battaglia di Agnadello, chiamata anche battaglia di Spino. Con questa battaglia si perde anche parte del patrimonio storico e artistico dell'Età medievale.
Il castello era costituito da grossi mattoni rossi, circondato da torri e da profondi fossati attraversabili grazie a un ponte levatoio. L'edificio comprendeva anche una serie di cunicoli sotterranei e sistemi per l'assedio e la difesa. Sono sopravvissuti alla distruzione i sotterranei e le basi delle torri.
I primi interventi per la ricostruzione del palazzo sono attribuiti al Conte Giuseppe, primo feudatario della famiglia Casati. Spetta però ad un altro conte Giuseppe l'ampliamento del palazzo. I definitivi interventi avvengono tra la fine del Settecento e l'inizio dell'Ottocento.

## Descrizione
La villa presenta una struttura ad U. La costruzione sorge sul luogo dove dimoravano le fondamenta dell'antico castello. La villa fa parte di un complesso con annessi rustici e giardini circondati da un perimetro regolare e armonioso. È organizzata su vari corpi delimitati da mura di cinta dotate di cancelli che isolano la residenza. Il complesso è disposto in posizione gerarchica con la distinzione delle parti mobili da quelle dedicate alla servitù e alle strutture agricole.
Gli edifici della parte meridionale erano un tempo dedicati ai dipendenti della famiglia e oggi sono adibiti a semplici abitazioni. Nella stessa zona troviamo il complesso rettangolare con un prato verde al centro. Qui spicca la cosiddetta casa rossa, ritenuta la più antica che presenta uno stemma ormai illeggibile. Proseguendo sullo stesso lato incontriamo una torre merlata a base quadrata. Più avanti si estendono due complessi rurali che ospitavano le abitazioni dei lavoratori. Uno dei due complessi rurali comunica con la villa tramite un androne dove si trovavano le scuderie.
L'accesso alla villa è costituito da un ampio vialetto chiuso da un cancello su cui è riportato lo stemma dei Casati, affiancato da fregi classici e da quattro ritratti di alcuni membri della famiglia. Al di là del cancello si estende un giardino ornato da siepi e fiori. All'ingresso si possono notare tre facciate che seguono lo stile settecentesco. Il corpo centrale è caratterizzato da un portico aperto sui lati e affrescato da due riproduzioni del giardino retrostante ad opera di Pietro Ferrabini. Gli affreschi richiamano uno stile illusionistico creato grazie al gioco di prospettive. Il loggiato è concluso dal portone d'ingresso.
Nella parte retrostante troviamo un altro giardino accessibile attraverso una porta posta sulla facciata posteriore, anch'essa decorata da una serie di medaglioni scolpiti in pietra. Qui si tenevano le feste all'aperto e gli spettacoli organizzati dalla famiglia. Sul giardino si affaccia una romantica torretta medievale, dalla quale è possibile ammirare un pittoresco laghetto circondato da un ampio prato erboso. La cinta muraria che lo delimita è interrotta da due cancelli.
Proseguendo verso l'interno la villa presenta una cappella di famiglia nell'ala occidentale ornata da fregi classici e da un'effigie in bronzo che raffigura il pontefice Innocenzo XI.

### Il minareto
Nel 1818 il Conte Giuseppe Casati fece costruire una torre cilindrica che seguiva la moda dell'epoca. Si tratta di un Minareto che fungeva da torre di avvistamento. Si trova nel congiungimento tra il corpo centrale e quello orientale. La punta è costituita da un lanternino sormontato da una cupoletta.